# Lucien Chauvet
Pour les articles homonymes, voir Chauvet.
Lucien Napoléon Chauvet, né au Puy-Sainte-Réparade (Bouches-du-Rhône) le 21 février 1833, mort à Allauch le 17 décembre 1902, est un sculpteur français.

## Biographie
Lucien Chauvet obtient une bourse de la ville de Marseille pour faire ses études à Paris. De retour à Marseille, il participe à la décoration de monuments publics construits durant la période de grands travaux du Second Empire.

## Œuvres dans les collections publiques
- Buste de Jean Saint-Martin au musée Calvet d’Avignon.
- Deux Griffons au Parc Borély à Marseille, rénovés en 2013 par Juliette Torcheux[3].
- Quatre Mascarons représentant les quatre vents ornant les clefs des arcs du château d’eau du palais Longchamp de Marseille. Il réalise également le masque solaire placé au centre de cet arc triomphal du château d’eau[4].
- Les Tritons portant les armes de la ville de Marseille dans le fronton de la fontaine du palais des Arts, ancienne école des beaux-arts de Marseille.
- Buste d’Alphonse Esquiros (1878) ornant sa sépulture au cimetière Saint-Pierre à Marseille.
- La Fontaine des quatre saisons, ornée du buste d’Alfred Morel, ancien maire de Pertuis, érigée rue de la République. Inscrite à l'inventaire générale des Monuments historiques[5]. Au centre du bassin est placé un pilier cantonné de quatre putti symbolisant les saisons et chevauchant chacun un dauphin. Au sommet du pilier se trouve le buste d'Alfred Morel, ancien maire de Pertuis[6].

Œuvres de Lucien Chauvet
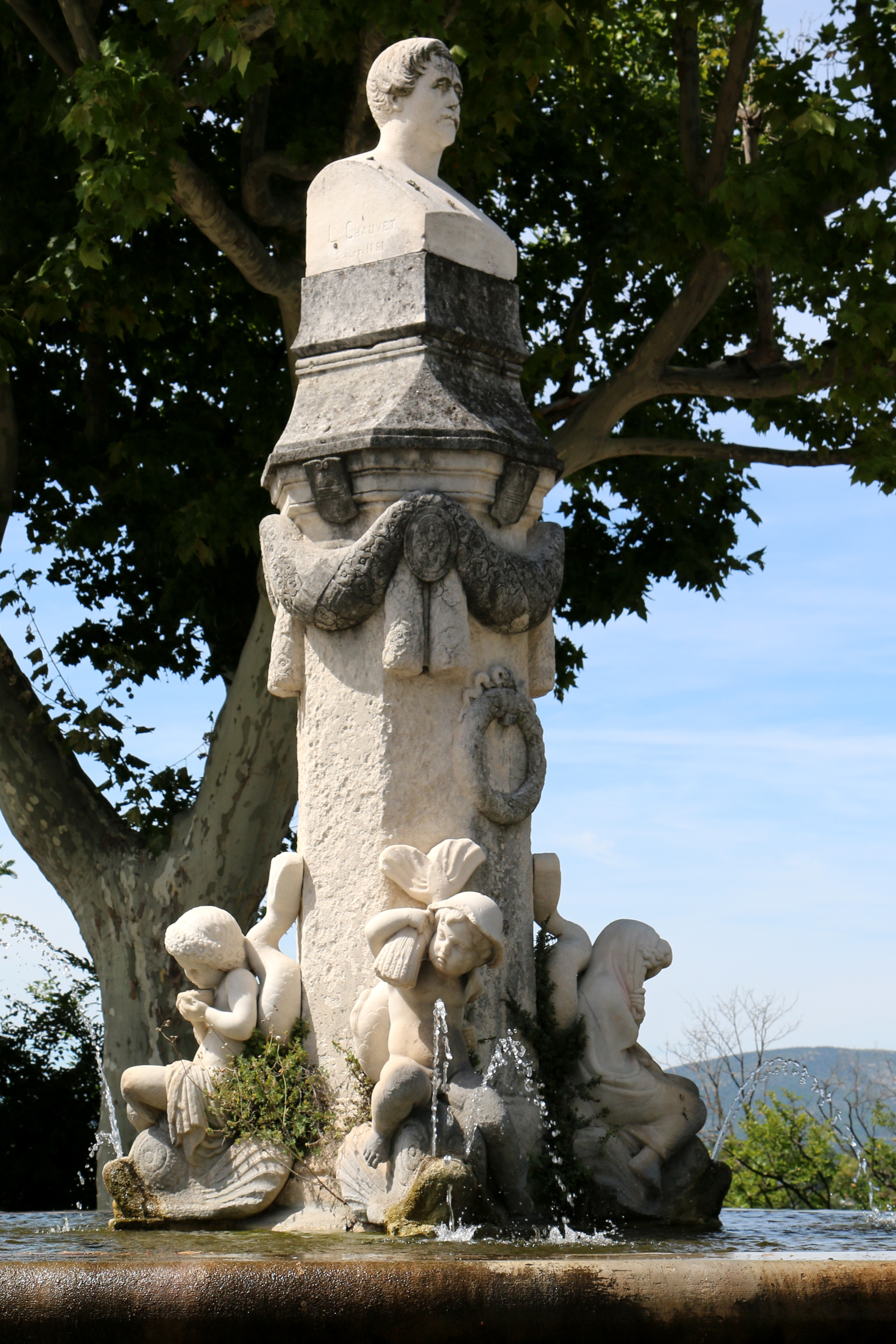
La Fontaine des quatre saisons (1862), Pertuis.
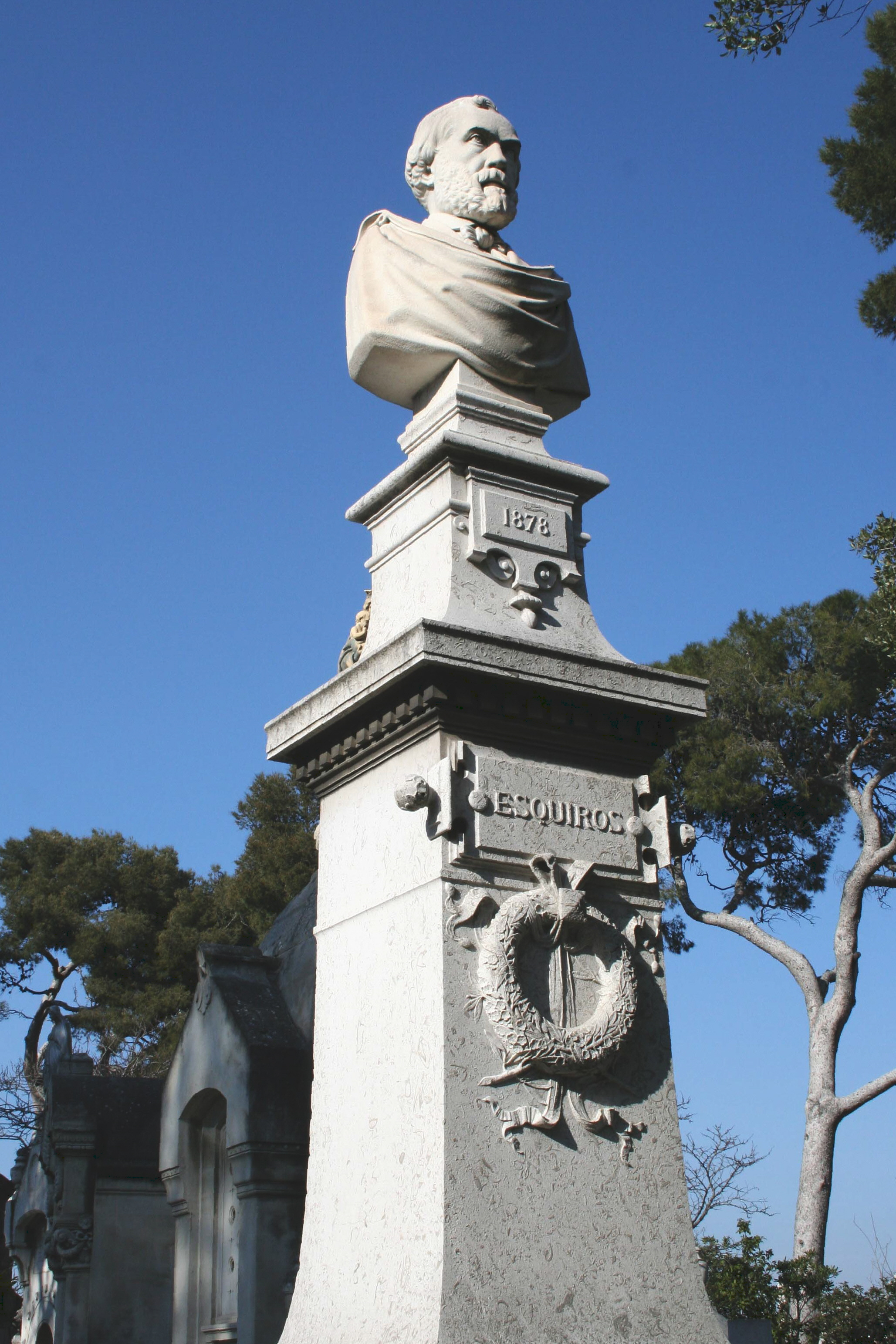
Buste d'Alphonse Esquiros (1878), cimetière Saint-Pierre, Marseille.
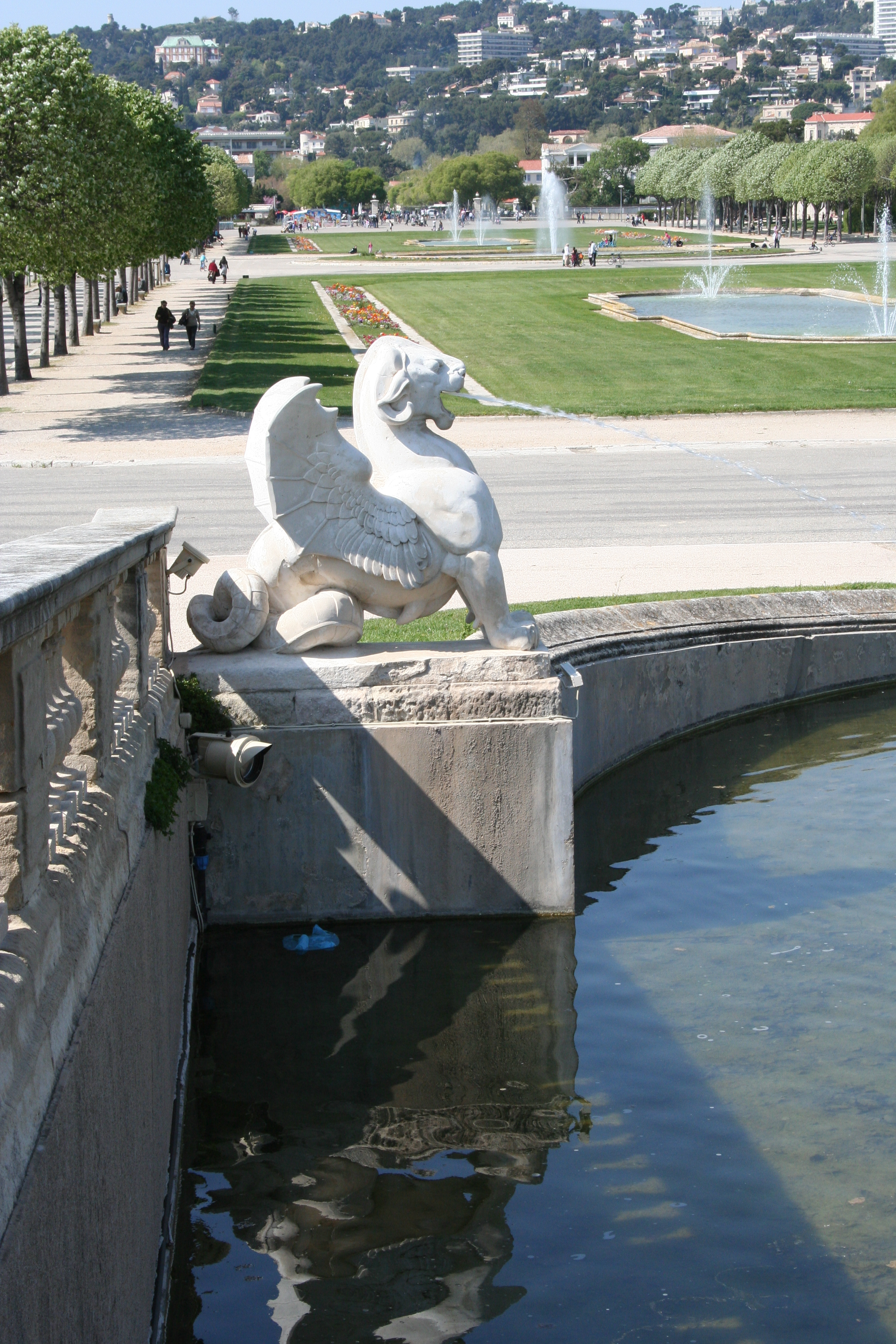
Griffon, parc Borély, Marseille.

Œuvres de Lucien Chauvet au Palais Longchamp
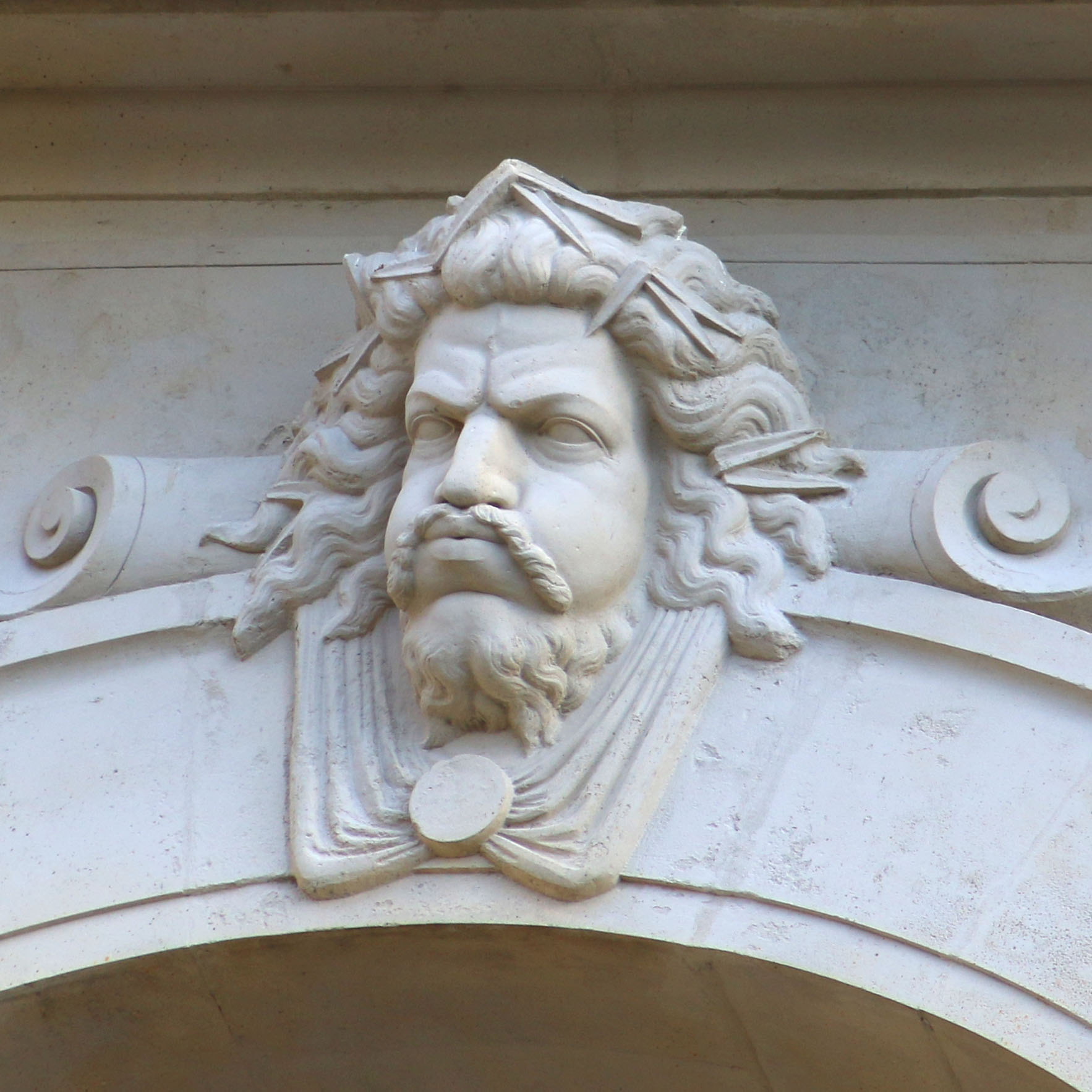
Le vent 1
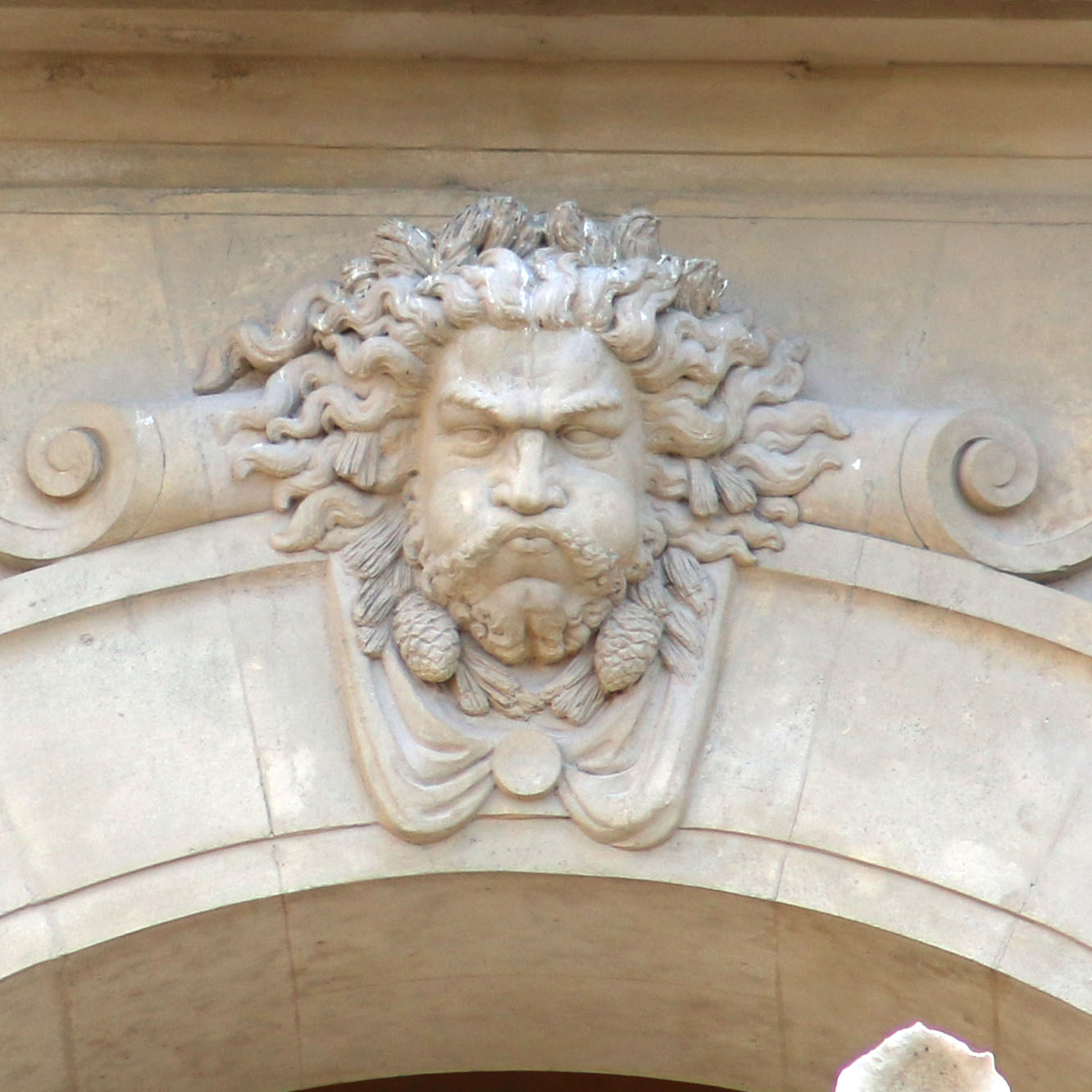
Le vent 2
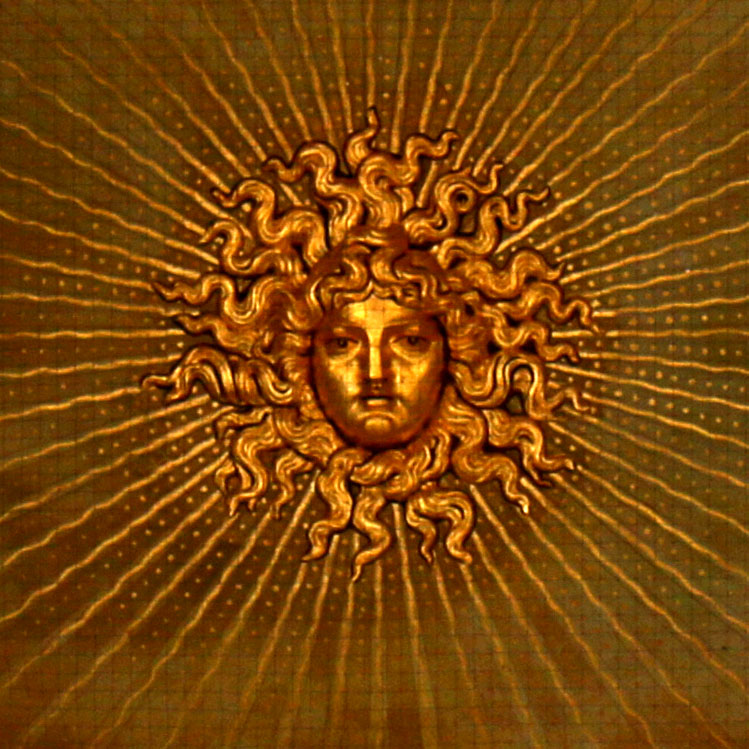
Masque solaire
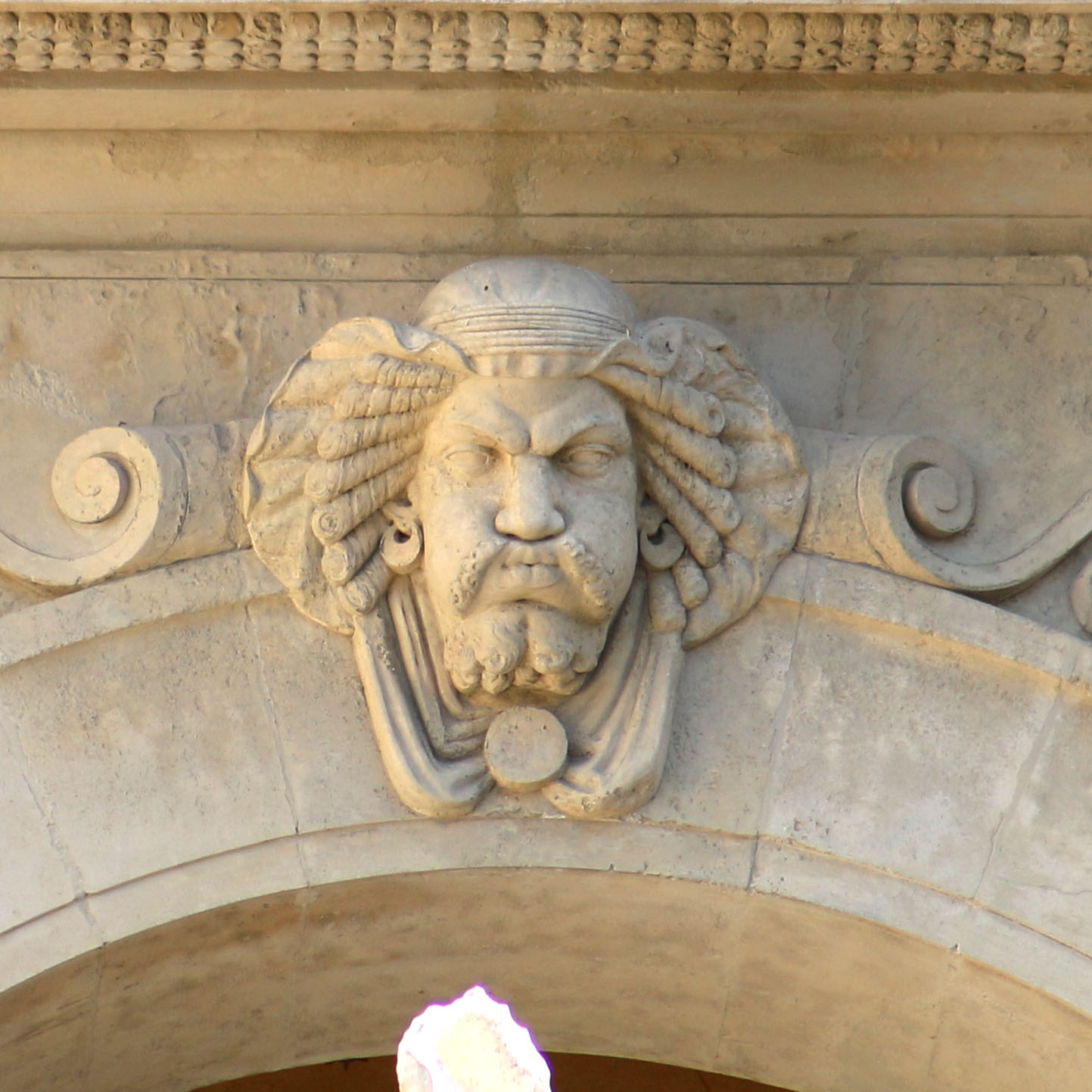
Le vent 3
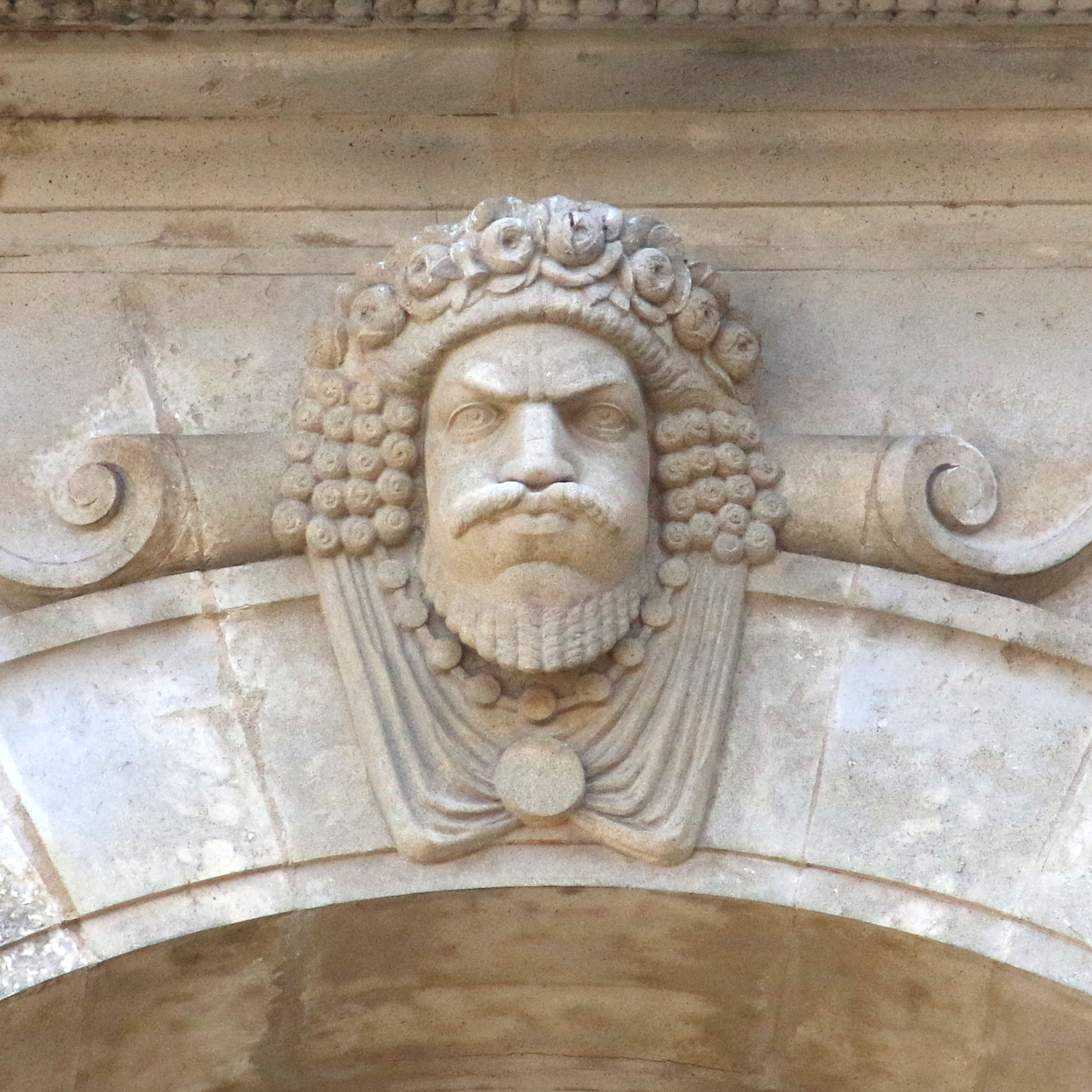
Le vent 4